# Synnomos narangia
Synnomos narangia là một loài bướm đêm trong họ Geometridae.